# 魔法の絨毯 (曲)
『魔法の絨毯』（まほうのじゅうたん）は、川崎鷹也の楽曲。2018年7月25日リリースのアルバム『I believe in you』に収録されている。

## 概要
発売当時は一切注目されていなかったが、2020年夏頃にTikTokで本曲を使ったVlog・カバー動画が増加し人気を博した。最初に注目を集めたのは無名のカップルが投稿した動画だと本人は述べている。2020年12月現時点でTikTok内で2億2千万回再生された。
歌詞は川崎の当時の恋人に向けて作られている。劇団四季のミュージカル『アラジン』を観たことをきっかけに生まれた。
2020年12月配信LINEドラマ『家族のLINEがしんどいw』主題歌。

## チャート成績
発売から2年以上経った2020年12月21日付（集計期間：2020年12月7日〜12月13日）のBillboard JAPAN新人チャート【JAPAN Heatseekers Songs】で初の首位を獲得した。後に2021年1月18日付、2月1日付、8日付、22日付、3月15日付の通算6度の首位を獲得している。
2020年10月1日〜7日集計、10月8日〜14日集計によるSpotify「バイラルトップ50（日本）」で1位を獲得。

## ミュージック・ビデオ
2020年9月13日に公開。2700万回以上再生された。
- 監督：Tobi Watanabe(FEARLESS Inc.)
- DP：Matt Ikehara (FEARLESS Inc.)
- AC：Atsushi Takada(FEARLESS Inc.)
- Actress：Mei
- Hair&Make：Hiroshi Takatoku(LYON hair&makeup)
- Producer：Noriaki Hashimoto(Flying Voice Inc.)
- Assistant Producer：FUMIO(POOL LLC)
- Special Thanks：Ryutaro Shiina (MASTER LIGHTS Inc.)

## クレジット
- 作詞・作曲・サウンドプロデュース・編曲：川崎鷹也
- ギター：横江将人
- ベース：中山拓哉
- キーボード：musashi
- ドラム・ミックス：Oliver

## カバー
- 優里 - 2020年10月16日に配信ライブ「繋がり～かくれんぼからドライフラワーへ～」で歌唱[7]。
- おかゆ - 2021年2月10日にカバーアルバム『おかゆウタ　～カバーソングス～』収録。
- 手越祐也 - 2021年3月7日に京セラドーム大阪で行われた『KANSAI COLLECTION 2021 SPRING ＆ SUMMER』で歌唱[8]。2021年3月12日にYouTubeで歌唱動画を公開。
- 鈴木崚汰 - 2022年7月27日発売のアルバム『[Re:collection] HIT SONG cover series feat.voice actors 〜10's-20's EDITION〜』に収録。

## 歌唱
- 2020年12月31日 - ももいろクローバーZ「第4回 ももいろ歌合戦～ニッポンの底力～」
「2020今年の顔メドレー」のコーナーに出演[9]。
- 2021年1月22日 - テレビ朝日系「ミュージックステーション」[10]
- 2021年2月22日 - TBS系「CDTVライブ!ライブ!」[11]
- 2021年2月27日 - フジテレビ系「SHIONOGI MUSIC FAIR」[12]
- 2021年3月1日 - TBS系「CDTVライブ!ライブ!2時間スペシャル」[13]
番組オープニングメドレーで歌唱。
- 2021年3月11日 - BSテレ東「歌のエール～震災から10年、元に戻れないからこそ、前に進もう～」[14]